# ルネ・ヒルホルスト
ルネ・ヒルホルスト（Rene Hilhorst）は、ベルギー出身の空力エンジニア。

## 人物
ヒルホルストはオランダで学んだ後、ヨーロッパの航空宇宙の中心地であるトゥールーズのENSAE (国立航空宇宙大学院大学)で航空工学を学び空気力学を専攻した。
1987年に卒業後、3年間准教授として在籍した。
1990年にミナルディで仕事を依頼された。
1994年にスクーデリア・イタリアと合併した後も、ファエンツァに残った。
1995年の初めにザウバーに移り、スイス・エメンの風洞で英国人技師のマーク・ヘニングと一緒に働いた。
ヒルホルストの評判は、ザウバーでの仕事の結果としてF1エンジニアリングコミュニティ全体に広がり、
1999-2000 : TS020 aerodynamicist > Toyota Le Mans project
2001-2005 : Head of aerodynamics > Toyota Motorsport GmbH
1998年末にアンドレ・デ・コルタンツに採用され、ドイツのケルンにあるトヨタ・チームヨーロッパで働いた。
当初、トヨタ・ル・マン・プロジェクトに携わっていたが、このGT-One TS020は、F1技術試験のテスト走行に使用され、自然の流れとしてF1カーの設計の準備に携わることになり、TF102、TF103, TF104で空力ヘッドを勤めた。
その後は、ベルギー・リエージュでAERhコンサルティングを運営している。